# Val Grande (Verbano)
La Val Grande è una valle situata nella provincia del Verbano-Cusio-Ossola, percorsa dal rio Valgrande, che all'altezza del Ponte Casletto si unisce con il rio Pogallo formando il San Bernardino, un immissario del Lago Maggiore.

## Storia

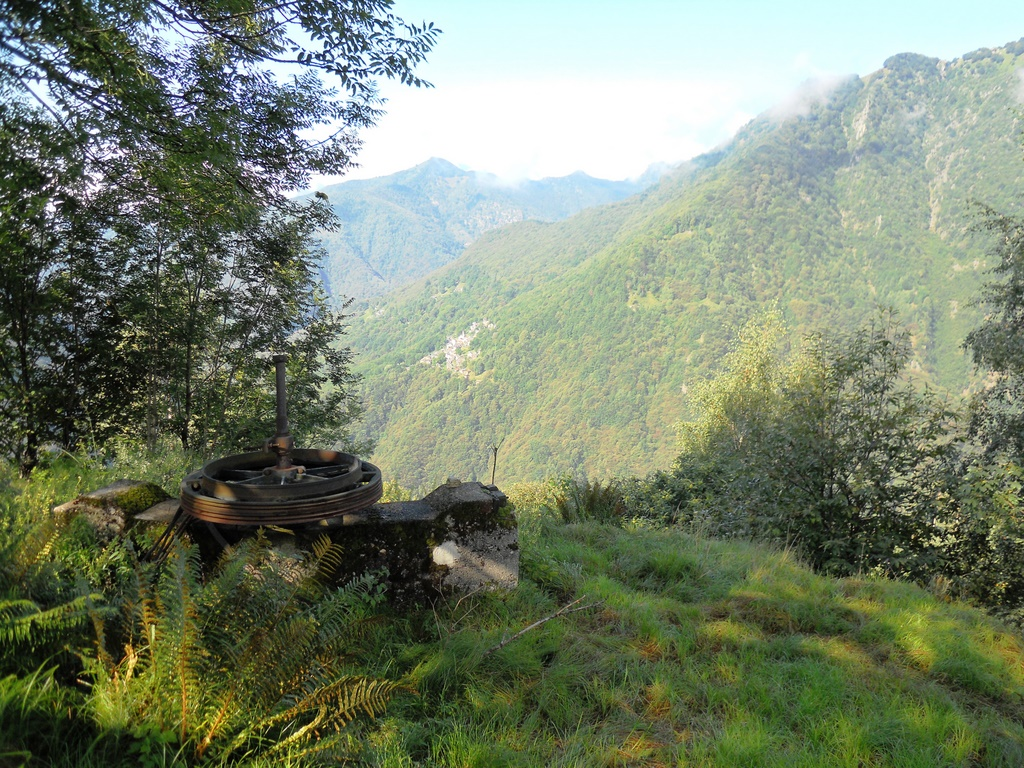
Alpe Varola: i resti della teleferica. Sul versante opposto l'abitato di Cicogna

La vallata, dopo un periodo prolungato di forte antropizzazione, è stata teatro di un tragico rastrellamento nel giugno del 1944, quando vi si erano rifugiati gruppi di partigiani. Essi ricevettero spesso sostegno e cure da Maria Peron, infermiera partigiana che operava in questi territori. La valle venne poi abbandonata nel secondo dopoguerra. La precedente presenza umana ha lasciato la traccia sotto la forma di una rete diffusa di sentieri che via via scompaiono riemergendo solo in forma occasionale e offrendo la possibilità di misurare concretamente la propria capacità di orientamento. 

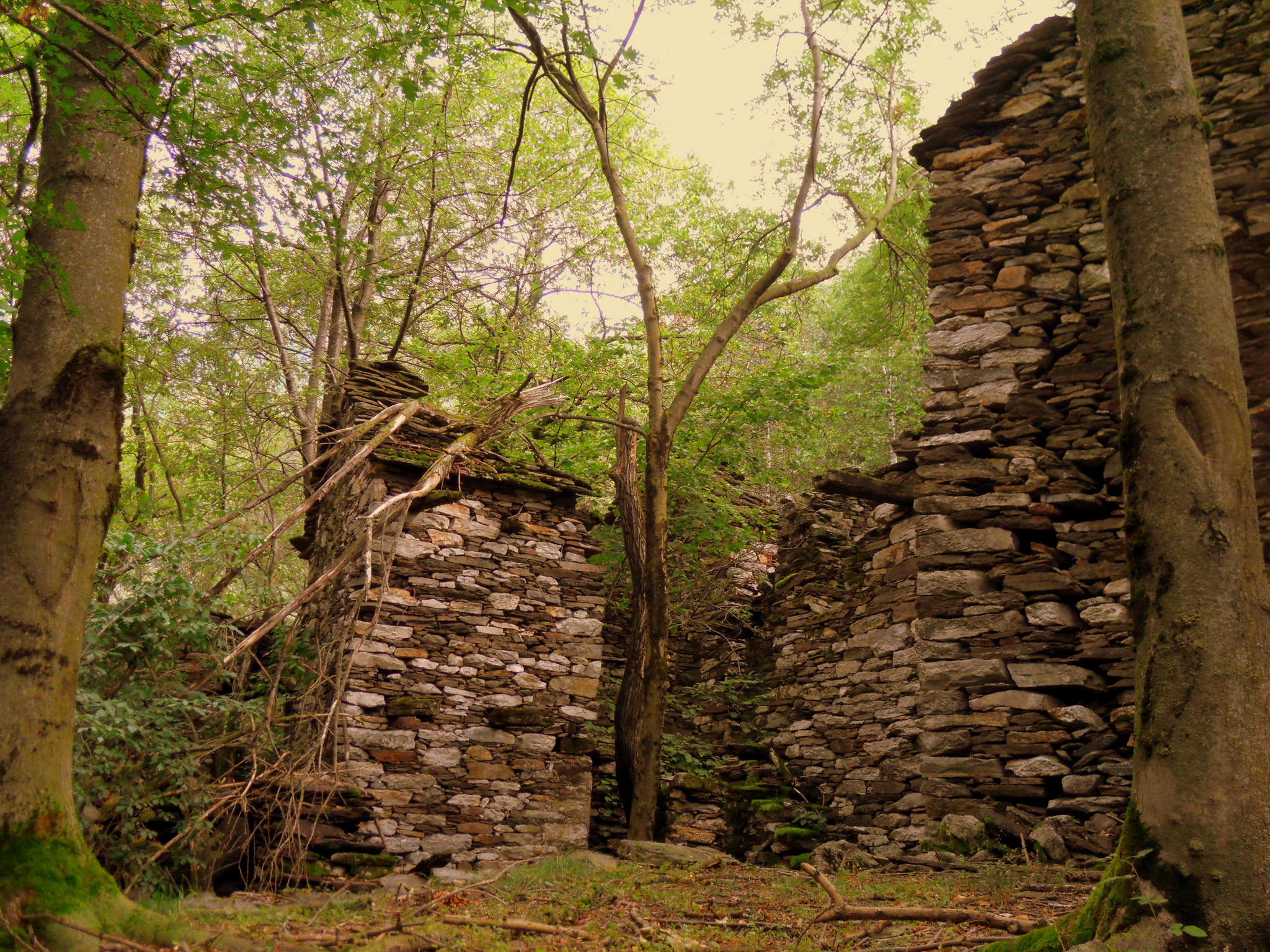
Montuzzo: il bosco si riprende gli spazi una volta utilizzati dall'uomo

Dal 1992 è stata compresa all'interno dell'omonimo parco, che a sua volta comprende due aree protette: la Riserva naturale Val Grande e la Riserva naturale Monte Mottac, l'area è poco popolata tanto che al suo interno esiste un solo centro abitato: Cicogna, frazione di Cossogno, dove si contano 17 abitanti. Tuttavia, oltre il comune di Cossogno, una parte del territorio ricade nei comuni di San Bernardino Verbano e Miazzina.

## Fruizione
L'importanza della valle, e il motivo per cui è diventata una meta ambita per gli amanti della natura e del trekking, è dovuta alle caratteristiche dure dei suoi paesaggi e all'evidenza delle vestigia delle attività umane, che sono state abbandonate da poche decine di anni e sulle quali la natura sta riprendendo il sopravvento. Non sono rari i casi in cui ci si trova faccia a faccia con manufatti e opere di ingegneria, avvolti ormai dai vegetali, che creano ambienti spettrali e trasmettono la sensazione della forza della natura che si riappropria degli spazi una volta popolati.
D'altra parte, proprio l'abbandono che ha seguito un periodo prolungato di forte antropizzazione, ha lasciato la traccia sotto la forma di una rete diffusa di sentieri che via via scompaiono riemergendo solo in forma occasionale.

## Demografia dei Comuni

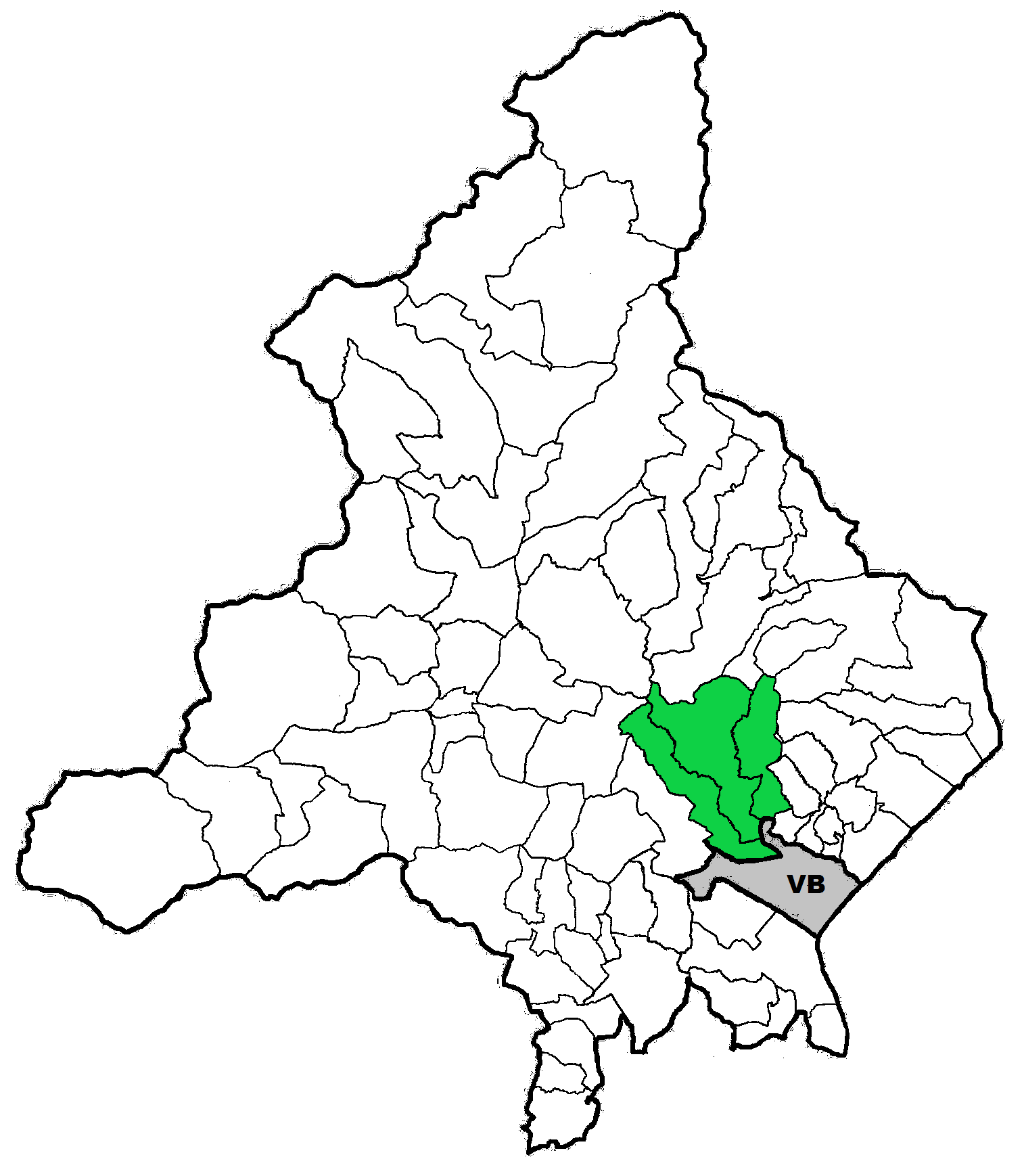
La Val Grande (in verde) nel VCO

Nel dettaglio fanno parte della Val Grande i seguenti 3 comuni:
| Posizione    | Stemma | Città                  | Popolazione (ab) | Superficie (km²) | Densità (ab/km²) | Altitudine (m s.l.m.) | Altitudine Minima (m s.l.m.) | Altitudine Massima (m s.l.m.) |
| ------------ | ------ | ---------------------- | ---------------- | ---------------- | ---------------- | --------------------- | ---------------------------- | ----------------------------- |
| 1º           |        | San Bernardino Verbano | 1 318            | 26,68            | 49,4             | 304                   | 199                          | 2075                          |
| 2º           |        | Cossogno               | 679              | 40,26            | 16,9             | 398                   | 267                          | 2183                          |
| 3º           |        | Miazzina               | 382              | 21,18            | 18,1             | 721                   | 468                          | 2151                          |
| Totale Valle | –      | –                      | 2379             | 88,12            | 27               | -                     | 199                          | 2183                          |